# کیک آووکادو
کیک آووکادو (انگلیسی: Avocado cake) گونه‌ای کیک است که با آووکادو و دیگر مواد معمول تهیه می‌شود. آووکادو می‌تواند له شود و به عنوان مزه‌دهنده در خمیرابه استفاده شود، یا می‌توان از آن برای تزئین کیک استفاده کرد.

## بررسی کلی

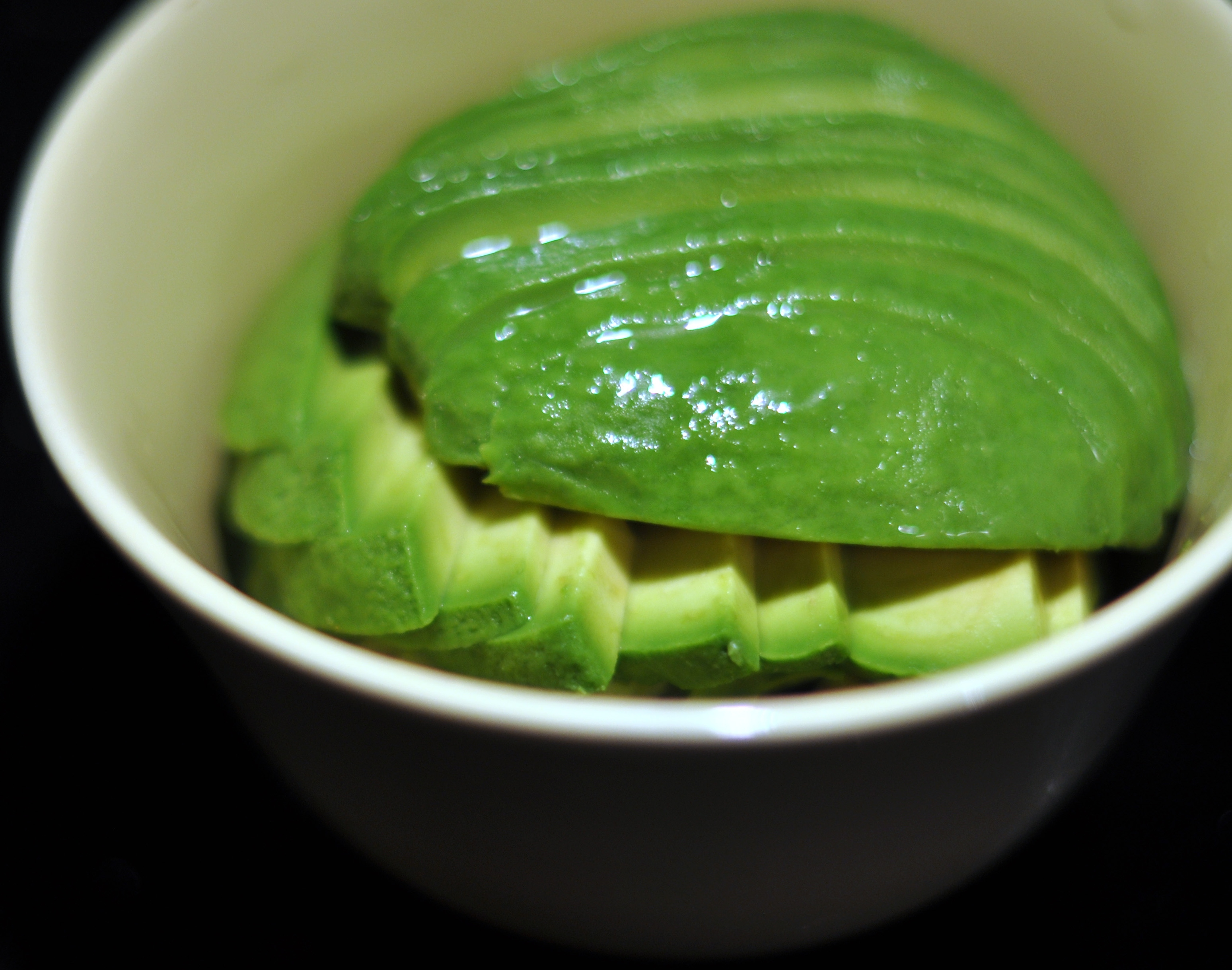
آووکادو به عنوان ماده اصلی در کیک آووکادو استفاده می‌شود.

آووکادو در کنار دیگر مواد معمول تشکیل‌دهنده کیک، ماده اصلی است. می‌توان از گونه‌های مختلف آووکادو در تهیه این کیک استفاده کرد. کیک آووکادو می‌تواند یک مزه لطیف آووکادویی داشته باشد. از آووکادوی له‌شده می‌توان به عنوان مزه‌دهنده در خمیرابه و همچنین به عنوان رویه یا چاشنی استفاده کرد. از آووکادوی خلال‌شده نیز می‌توان برای تزئین استفاده کرد. همچنین می‌توان از خلال پوست دیگر مرکبات برای چاشنی استفاده کرد.
مواد افزودنی شامل ماست، آب‌دوغ، کشمش، گردو، فندق، فلفل جامائیکایی، دارچین و جوز هندی می‌شود. از آبلیمو نیز می‌توان برای جلوگیری از قهوه‌ای شدن آووکادو استفاده کرد. کیک آووکادو می‌تواند به عنوان یک خوراک وگان مناسب برای گیاهخواران تهیه شود. می‌توان در خمیرابه کیک‌های شکلاتی و کیک‌های فنجانی نیز از آووکادو استفاده کرد.

## گونه‌های مختلف

### کیک آووکادوی خام
می‌توان با به‌کارگیری آووکادو و دیگر مواد خام، کیک آووکادو را به عنوان یک کیک پخته‌نشده خام تهیه کرد، که در آن مواد با یکدیگر مخلوط و سپس یخ‌زده می‌شوند. از غذاساز می‌توان برای ترکیب مواد استفاده کرد. کیک آووکادوی خام که مقدار زیادی آووکادو دارد، شامل ویتامین ئی و اسیدهای چرب ضروری است که از خود آووکادو گرفته می‌شود.

### براونی‌های آووکادو

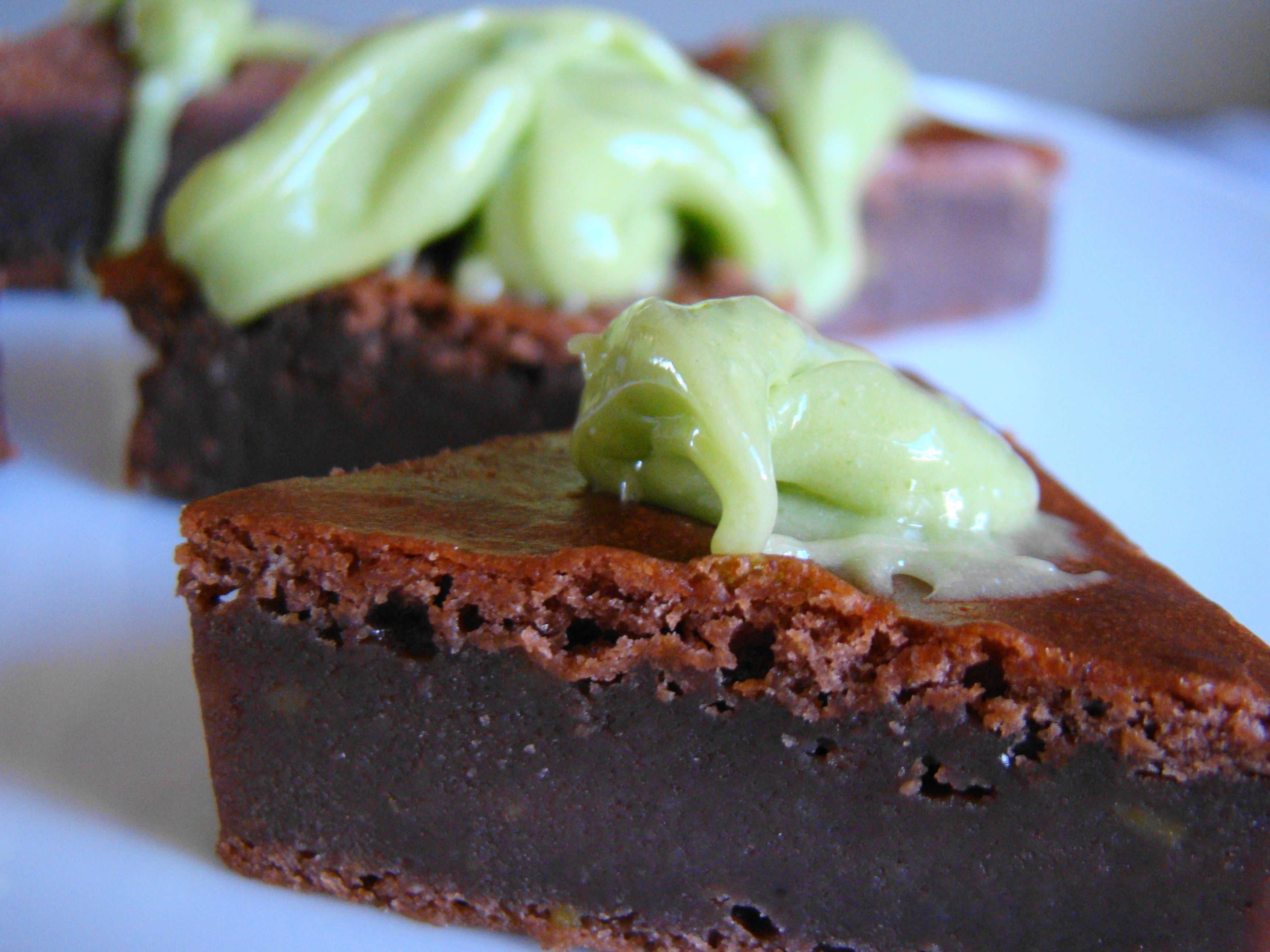
براونی آووکادوی شکلاتی که با شیر نارگیل تهیه شده‌است.

براونی‌های آووکادو، بروانی‌هایی هستند که با استفاده از آووکادو به عنوان ماده اصلی تهیه می‌شوند. استفاده از آووکادوهای فرارسیده می‌تواند به گرفتن حالت چسبنده و استحکام فاج‌مانند کیک کمک کند. از لوبیای سیاه می‌توان به جای آرد در تهیه کیک استفاده کرد.

### چیزکیک‌های آووکادو
چیزکیک آووکادو، گونه‌ای از چیزکیک است که با استفاده از آووکادو به عنوان ماده اصلی تهیه می‌شود. آووکادو خام می‌تواند در آماده‌ استفاده شود یا به عنوان بافت کرمی و قوام‌دهنده مصرف شود. در مارس ۲۰۱۵، در قسمتی از مجموعه تلویزیونی مسترچف، چیزکیک آووکادو نشان داده شد.

## مواد روکش آووکادویی
کیک‌های آووکادویی می‌توانند با فول‌های آووکادویی روکش شوند. فول یک مخلوط فشرده یا پوره میوه است که با کرم یا کاستارد ترکیب می‌شود.
برخی کیک‌های اسفنجی شیری می‌توانند با «آووکادو کریزی»، یک خوراک سریلانکایی تزئین شوند. آووکادو کریزی می‌تواند با خامه، آووکادو، شکر و آب‌لیمو تهیه شود. از رام نیز می‌توان در تهیه آن استفاده کرد. آووکادو کریزی می‌تواند بافت و مزه خامه‌ای داشته باشد.